# Jean Cousin le Jeune
Pour les articles homonymes, voir Jean Cousin et Cousin.
 Jean Cousin, dit le Jeune ou le Fils, pour le distinguer de son père Jean Cousin l'Ancien, né à Sens sans doute vers 1536 et mort à Paris en 1595, est un peintre maniériste français.

## Biographie

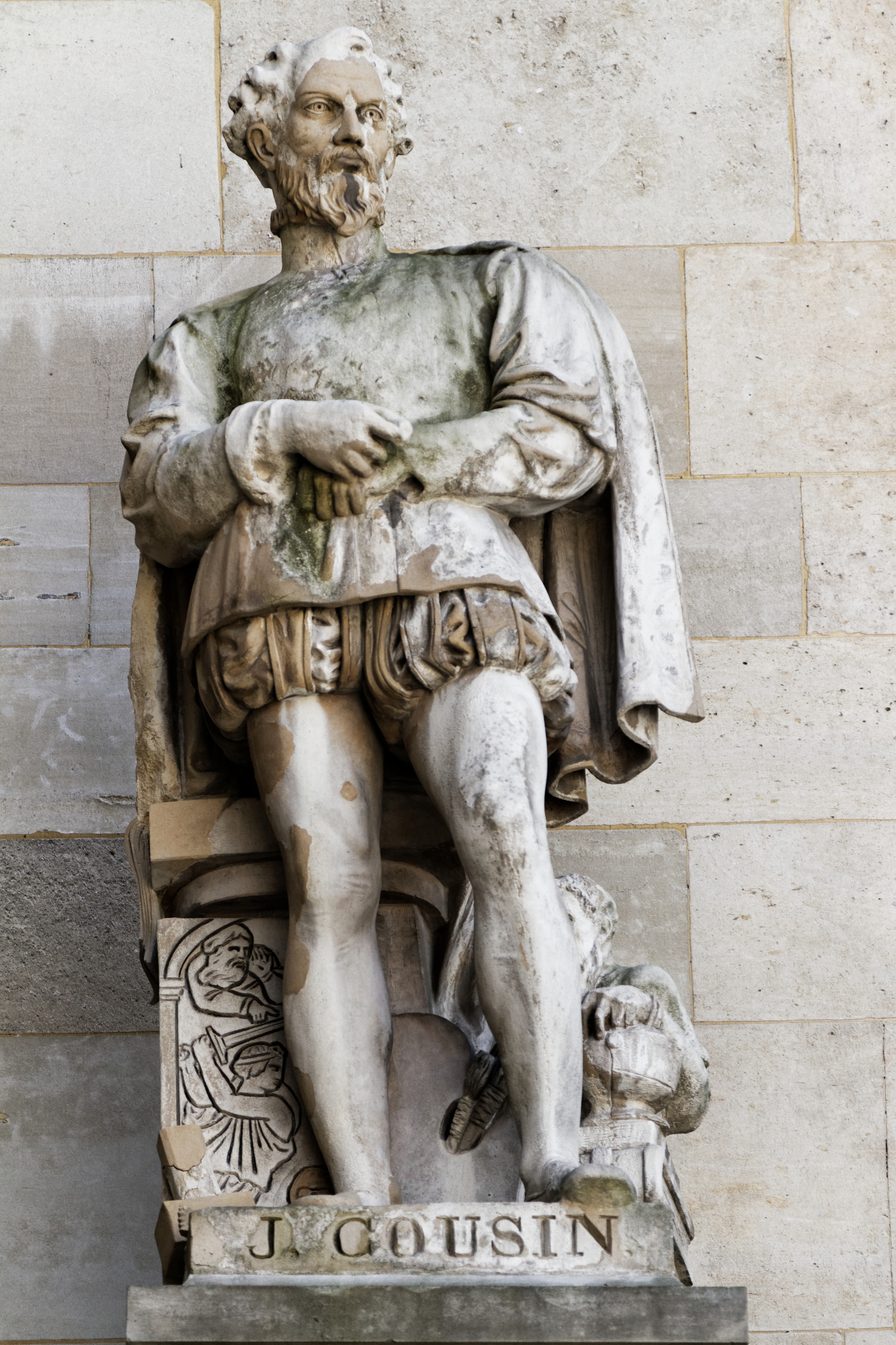
Sa statue, musée du Louvre.

Jean Cousin le Jeune étudia d'abord à l'Université de Paris au moins jusqu'en 1542 , puis collabora aux travaux de son père. À la mort de celui-ci, il prit sa suite.
Dans son Livre de Perspective publié en 1560, Jean l'Ancien signale que son fils travaille à un second volume intitulé Livre de Pourtraicture. En dépit de certaines mentions d'un Livre de Pourtraicture  paru une première fois en 1571 et réimprimé en 1589, aucun exemplaire n'a été retrouvé à ce jour. Il est en revanche probable que cet ouvrage soit celui publié juste après la mort de Cousin le Jeune à Paris en 1595 par David Leclerc, avec des planches gravées de Jean Le Clerc. Cet ouvrage, qui constitue d'ailleurs un chef d’œuvre d’illustration anatomique, fut réimprimé à plusieurs reprises au XVIIe siècle.

## Œuvres
Jean Cousin exécuta notamment des vitraux pour la cathédrale Saint-Étienne de Sens et pour le château de Fleurigny.
- Descente de Croix (attribution)
- Julien de Brioude, 1520, Saint-Julien-du-Sault
- Le Jugement dernier, 1530, Villeneuve-sur-Yonne
- L'Enlèvement d'Europe, v. 1570, château de Blois
- Le Jugement dernier, v. 1585, musée du Louvre, (provenance : sacristie des Minimes de Vincennes)